# Archie Goldie
Archibald „Archie“ Goldie (* 5. Januar 1874 in Hurlford, Ayrshire, Schottland; † 7. April 1953 in Birmingham, England) war ein schottischer Fußballspieler.

## Leben
Der 1874 in Hurlford in East Ayrshire geborene Archie Goodie begann seine Karriere beim FC Clyde. Bekanntheit erlangte er beim englischen Verein FC Liverpool, zu dem er 1895 wechselte: Er verhalf Liverpool 1895/96 zum Aufstieg in die First Division und spielte danach noch bis 1900 für den Verein, zeitweise zusammen mit seinem Bruder Bill.
Nachdem er den FC Liverpool verlassen hatte, spielte Goldie noch bei drei weiteren Vereinen; darunter war der Erstligist Small Heath aus Birmingham. Ebenda starb Goldie 1953 im Alter von 79 Jahren.

## Weblink
- Profil bei lfchistory.com

| Personendaten    | Personendaten               |
| ---------------- | --------------------------- |
| NAME             | Goldie, Archie              |
| ALTERNATIVNAMEN  | Goldie, Archibald           |
| KURZBESCHREIBUNG | schottischer Fußballspieler |
| GEBURTSDATUM     | 5. Januar 1874              |
| GEBURTSORT       | Hurlford                    |
| STERBEDATUM      | 7. April 1953               |
| STERBEORT        | Birmingham                  |